# Lepi Vrh
Lepi Vrh – wieś w Słowenii, w gminie Bloke. W 2018 roku liczyła 11 mieszkańców.